# Cabrilla
Die USS Cabrilla (SS/AGSS-288) war ein U-Boot der Balao-Klasse und diente in der United States Navy, überwiegend als Teil der Pazifikflotte und wurde während des Zweiten Weltkriegs auf dem pazifischen Kriegsschauplatz eingesetzt. Das Boot wurde, wie seinerzeit in der US Navy üblich, nach einem Fisch benannt, hier dem Sägebarsch (Serranus cabrilla).

## Technik und Bewaffnung
Die Cabrilla war ein diesel-elektrisches Patrouillen-U-Boot der Balao-Klasse. Die Balao-Klasse wurde gegenüber der Gato-Klasse nur geringfügig verbessert und war wie jene für lange offensive Patrouillenfahrten im Pazifik ausgelegt. Insbesondere die Tauchtiefe wurde, basierend auf den Erfahrungen während des Krieges gegen Japan, vergrößert und der Innenraum verbessert. Äußerlich und in ihren Dimensionen glichen sich die Boote beider Klassen weitgehend.

### Technik
Die Cabrilla war 95 Meter lang und 8,3 Meter breit, der Tiefgang betrug maximal 5,1 Meter. Aufgetaucht verdrängte sie 1526 ts, getaucht 2424 ts. Der Antrieb erfolgte durch vier 16-Zylinder-Dieselmotoren von General Motors, Modell 16-278A, die je 1350 PS lieferten. Unter Wasser wurde das U-Boot durch vier Elektromotoren mit insgesamt 2740 PS angetrieben, die ihre Energie aus zwei 126-zelligen Akkumulatoren bezogen. Die Motoren gaben ihre Leistung über ein Getriebe an zwei Wellen mit je einer Schraube ab. Die Geschwindigkeit betrug aufgetaucht maximal 20,25 Knoten, getaucht schaffte die Cabrilla noch 8,75 Knoten. Die maximal mögliche Tauchzeit betrug 48 Stunden bei Schleichfahrt, die höchste Tauchtiefe lag bei 120 Metern. In den Treibstofftanks konnten 440 Kubikmeter Dieselöl gebunkert werden, damit hatte das Boot einen Fahrbereich von 11.000 Seemeilen bei 10 Knoten.

### Bewaffnung
Die Hauptbewaffnung bestand aus zehn 533-mm-Torpedorohren, sechs im Bug, vier achtern, für die sich 24 Torpedos an Bord befanden. Vor dem Turm war ein 4-Zoll-Deckgeschütz angebracht. Auf dem Wintergarten waren eine 40-mm-FlaK sowie zwei 12,7-mm-Maschinengewehre, später zwei 20-mm-Maschinenkanonen zur Flugabwehr untergebracht. Zur Ortung feindlicher Schiffe verfügte die Cabrilla über ein JK/QC- und ein QB-Sonar unter dem Bug, an Deck waren JP-Hydrophone installiert. Am ausfahrbaren Elektronikmast war ein SD-Radar mit 20 Seemeilen Aufklärungsreichweite zur Ortung feindlicher Flugzeuge angebracht, zusätzlich verfügte das U-Boot über ein SJ-Oberflächensuchradar mit etwa zwölf Seemeilen Reichweite. Im getauchten Zustand konnte über das am Periskop angebrachte ST-Radar mit acht Seemeilen Reichweite ebenfalls eine Ortung feindlicher Schiffe erfolgen.

## Geschichte
Die Cabrilla wurde am 18. August 1942 auf der Portsmouth Navy Yard in Maine auf Kiel gelegt. Der Stapellauf fand am 24. Dezember 1942 statt. Taufpatin war Mrs. L. B. Combs. Am 24. Mai 1943 wurde das Boot in Dienst gestellt.

### Einsätze im Zweiten Weltkrieg
Erster Kommandant des Bootes war Commander Douglas Thompson Hammond. Dieser fuhr nach Ausrüstung und Training mit dem Boot durch den Panamakanal in den Pazifik, wo das Boot im Krieg gegen Japan eingesetzt werden sollte. Cabrilla kam am 30. August 1943 in Pearl Harbor an. Von hier aus lief sie am 12. September zu ihrer ersten Feindfahrt aus. Ihre erste Patrouille war weitgehend erfolglos. Wichtigstes Ereignis war die Evakuierung von vier philippinischen Guerilla-Kämpfern von einer philippinischen Insel. Diese wurden an Bord genommen und nach Fremantle, Australien gebracht, von wo aus das Boot während der nächsten fünf Einsätze operierte. Versenkungen erzielte sie auf ihrem ersten Einsatz nicht, jedoch konnte sie den Geleitflugzeugträger Taiyō torpedieren und beschädigen.
Auf ihrer zweiten Fahrt in japanisch kontrollierte Gewässer legte die Cabrilla Minen im Golf von Siam. Kurze Zeit darauf versenkte sie die Tamon Maru #8 (2704 ts). Die Fahrt endete wieder in Fremantle.
Die anschließende dritte Feindfahrt verlief erfolglos.
Vor Beginn der nächsten Mission wechselte das Kommando auf der Cabrilla. Neuer Kommandant wurde Lieutenant Commander W. C. Thompson, Jr. Die vierte Patrouille in der Celebessee und der Straße von Makassar war erfolgreicher. Am 26. Mai versenkte die Cabrilla den großen japanischen Transporter Sanyo Maru (8360 ts) in der Celebessee. Am 4. Juni konnte zudem ein kleineres japanisches Schiff durch Artilleriebeschuss zerstört werden.
Auf ihrem fünften Einsatz in derselben Region versenkte sie am 17. Juni 1944 den japanischen Truppentransporter Maya Maru (3145 ts) und torpedierte und beschädigte einen weiteren Truppentransporter, die Natsukawa Maru (4739 ts) an der Westküste der Insel Mindanao.
Der sechste Einsatz war vorläufig der letzte, den die Cabrilla von Fremantle aus unternahm. Dieser führte sie ins Südchinesische Meer und vor die Küste Luzons. Am 1. Oktober 1944 versenkte sie dort beim Angriff auf einen japanischen Geleitzug den Tanker Kyokuho Maru (10.059 ts) und den Tanker Zuiyo Maru (7385 ts) durch Torpedotreffer. Bei einem weiteren Angriff auf einen Geleitzug am 6. Oktober konnten der Truppentransporter Hokurei Maru (2407 ts) und der Tanker Yamamizu Maru #2 (5154 ts) versenkt werden. Tags darauf wurde der Truppentransporter Shinyo Maru No. 8 (1959 ts) aus demselben Geleitzug versenkt. Insgesamt versenkte die Cabrilla auf dieser Feindfahrt 24.557 ts Schiffsraum. Anschließend lief sie über Pearl Harbor zurück an die Ostküste der Vereinigten Staaten, um sich in Philadelphia einer Überholung zu unterziehen.
Nach dem Werftaufenthalt führte sie ihr Weg unter dem neuen Kommandanten Henry Conrad Lauerman wieder in japanische Gewässer. Während der siebten Feindfahrt operierte sie ergebnislos im Bereich der Kurilen, während des achten und damit letzten Kriegseinsatzes in den Gewässern vor den japanischen Hauptinseln, diente sie als Rettungsschiff für abgestürzte US-Flugzeugbesatzungen.
Für ihre Kriegseinsätze wurde die Cabrilla mit insgesamt sechs Battle Stars ausgezeichnet.

### Kalter Krieg und Verbleib
Nach einer Überholung fuhr die Cabrilla vom 19. Februar bis 17. März 1946 zu Trainingseinsätzen nach Panama. Anschließend wurde sie in die Reserveflotte überstellt.
Von 1962 bis 1968 diente sie noch einmal, zum Hilfs-U-Boot (AGSS) umgewidmet, überwiegend als Schulschiff in der US Navy. Am 30. Juni 1968 wurde sie aus dem Flottenregister gestrichen. Ursprünglich als Museumsschiff in Galveston, Texas vorgesehen, wurde sie aufgrund fehlender Gelder und ihres zudem schlechten Zustands im April 1972 zur Verschrottung verkauft.